# Matt Reeves
Matthew George "Matt" Reeves (Rockville Centre, Nueva York; 27 de abril de 1966) es un director, guionista y productor de cine estadounidense.

## Primeros años
Reeves nació en una familia cristiana en Rockville Centre, Nueva York, y fue criado en Los Ángeles. Comenzó a hacer películas con tan solo ocho años, dirigiendo a sus amigos con una cámara doméstica. A los trece años, se hizo amigo de J. J. Abrams, con quien filmó cortos que emitía un canal público de televisión por cable. 
Asistió a la Universidad del Sur de California. Allí produjo el film estudiantil Mr. Petrified Forest, por el que consiguió un agente, y también colaboró con el guion de lo que finalmente fue Alerta máxima 2. Tras graduarse, coescribió The Pallbearer, que sería su debut como director.

## Carrera
Junto con Abrams creó la serie televisiva Felicity, de la que dirigió numerosos episodios, incluido el piloto. También ha participado ocasionalmente en episodios de otras series, entre ellas Homicide: Life n the Street y Relativity.
En 2008, dirigió la película de monstruos Cloverfield, producida por Abrams.
También escribió y dirigió Let Me In, remake de la película sueca Låt den rätte komma in, estrenada el 1 de octubre de 2010 por Overture Films. Fue invitado especial en la Convención Internacional de Cómics de San Diego (Cómic-con) en 2010.

## Filmografía
- Future Shock (1993) (segmento "Mr. Petrified Forest")
- Alerta máxima 2 (1995) (guionista)
- The Pallbearer (1996)
- Relativity (1997) (TV)
- Homicide: Life on the Streets (1997) (TV)
- Gideon's Crossing (2000) (TV)
- Felicity (1998–2002)  (TV)
- The Yards (2000)
- Miracles (2006) (TV)
- Conviction (2006) (TV)
- Cloverfield (2008) (Director)
- Let Me In (2010) (director y guionista)
- Dawn of the Planet of the Apes (2014) (director)
- 10 Cloverfield Lane (2016) (productor ejecutivo)
- The Batman (2022) (director)
- Lift: un robo de primera clase (2024) (productor)[5]